# Neanastatus trochantericus
Neanastatus trochantericus är en stekelart som beskrevs av Charles Joseph Gahan 1919. Neanastatus trochantericus ingår i släktet Neanastatus och familjen hoppglanssteklar. Inga underarter finns listade i Catalogue of Life.